# Рибалко Марина Владиславівна
Марина Владиславівна Рибалко (Товстенко) (нар. 17 квітня 1979, Недригайлів, Сумська область) — українська письменниця і художниця, членкиня Національної спілки письменників України.

## Життєпис
Народилася 17 квітня 1979 року в смт Недригайлів Сумської області. 
За першою освітою — інженер з охорони навколишнього середовища (Сумський державний університет), за другою освітою - дизайнер (Державна академія керівних кадрів культури і мистецтв).
Працює в ЦКМ с. Лісники та в Хотівській філії Іванковичівської школи мистецтв викладачем образотворчого мистецтва. 
Має доньку.

## Творчість
Основні літературні твори — казки та оповідання. Виходили друком в журналах «Однокласник» та «Пригоди», в газетах «Велика дитяча газета», «ДС-Экспресс».
- Освідчення: казки та оповідання / М. Рибалко. — К. : Неопалима купина, 2006. — 158 с. — ISBN 966-8093-70-2
- Подорож Туди, де Сніг / Марина Рибалко. — Л. : Вид-во Старого Лева, 2012. — 268 с. — 1000 прим. — ISBN 978-617-679-002-0
- Марічка і Червоний Король. Подорож туди, де сніг / Марина Рибалко. — Львів: Вид-во Старого Лева, 2016. — 268 с. — 3000 прим. — ISBN 978-617-679-213-0
- Марічка і Червоний Король. Місто непокірних / Марина Рибалко. — Львів: Вид-во Старого Лева, 2016. — 255 с. — 3000 прим. — ISBN 978-617-679-248-2
- Марічка і Червоний Король. Останній Перелесник / Марина Рибалко. — Львів: Вид-во Старого Лева, 2017. — 212 с. — 3000 прим. — ISBN 978-617-679-249-9

## Нагороди
- Перемога в міжнародному конкурсі «Гранослов-2005» за збірку «Освідчення»[2];
- Диплом 1-го Всеукраїнського конкурсу «Золотий лелека» за повість «Подорож туди, де сніг».
- Друге місце в конкурсі газети «ДС-Экспресс» за оповідання «Іграшковий песик».